# ميناء زوارة
ميناء زوارة هو ميناء ليبي يقع إلي الغرب من طرابلس بحوالي 110 كيلومترات ويبعد حوالي 60 كيلومتر عن الحدود الليبية التونسية وهو ميناء صغير نشأ علي رأس الجويقيج الذي يوفر له الحماية الطبيعية
ويحتوي هذا الميناء علي رصيف بطول 110 متر ورصيف بطول 120 متر، وعمق يتراوح من 4-5 أمتار وتشغل هذه الأرصفة لمناولة البضائع العامة ولتصدير بعض المنتجات الجافة لمجمع (أبوكماش) للبتر وكيماويات الذي يبعد مسافة 30 كيلو متر غرب الميناء، ويضم الميناء أرصفة للصيد البحري بطول 750 متر وبعمق 4 أمتار وأرصفة لإصلاح القوارب وجرا فات الصيد بطول 250 متر وحاجزين لكسر الأمواج لحماية المساحة المائية لميناء الصيد الشمالي بطول 150 متر والشرقي بطول 300 متر وقد جهز الميناء ببعض المرافق ليكون ميناء صيد من الدرجة الثانية تتمثل في مصنع لشرائح الثلج بطاقة 10 أطنان يوميا ومخزن لشرائح الثلج سعة 30 طنا وثلاجة لحفظ الأسماك المبردة سعتها خمسة أطنان ويتراوح عدد المنتجين في الميناء 125 منتج.

## الموقع والمساحة
يقع الميناء عند خط الطول 12.07.5 وخط العرض 32.55
اجمالي المساحة حوالي 900.000 متر مربع
منارة 116 قدم ويبلغ مداها 16 عقدة بحرية، متوسط حجم
المناولة بالطن 88.000
ساحات تخزين مكشوفة 40.000 متر مربع
الطاقة الاستيعابية السنوية 120.000 للوردية الواحدة إلى 216.000 طن للورديتين
المساحة المائية 140.423.00 متر مربع